# Alluaudomyia maculata
Alluaudomyia maculata är en tvåvingeart som först beskrevs av Clastrier 1960.  Alluaudomyia maculata ingår i släktet Alluaudomyia och familjen svidknott.
Artens utbredningsområde är Kongo. Inga underarter finns listade i Catalogue of Life.